# Alan Vint
Alan Richard Vint (ur. 11 listopada 1944 w Tulsa w stanie Oklahoma, zm. 16 sierpnia 2006 w Sherman Oaks) – amerykański aktor, producent i reżyser filmowy.

## Filmografia

### Filmy fabularne
- 1970: The McMasters jako Hank
- 1971: Welcome Home, Soldier Boys jako Kid
- 1971: Narkomani jako Hotchner
- 1971: Two-Lane Blacktop jako mężczyzna przy Roadhouse
- 1972: Piekielne wrotkarki (Unholy Rollers) jako Greg
- 1973: Badlands jako zastępca
- 1974: Macon County Line jako Chris Dixon
- 1974: Trzęsienie ziemi (Earthquake) jako Ralph
- 1975: Brawurowe porwanie (Breakout) jako Harve
- 1977: Finisz albo kraksa (Checkered Flag or Crash) jako Doc Pyle
- 1979: The Lady in Red jako Melvin Purvis
- 1982: The Ballad of Gregorio Cortez jako Mike Trimmell
- 1993: Rodzinne marzenia (Family Prayers) jako doręczyciel
- 1999: Malevolence jako Warden, zastępca

### Seriale TV
- 1969: The High Chaparral jako Tim Parker
- 1969: Bonanza jako Pete Hill
- 1970: Adam-12 jako Ken Tucker
- 1972: Rekruci (The Rookies) jako Robert Alpert
- 1972: Hawaii Five-O jako Thomas Robert Ralston
- 1976: Petrocelli jako Joe Davis
- 1977: Code R jako Chuck
- 1978: David Cassidy - Man Undercover jako Pauly
- 1978: Baretta jako Jeremy
- 1980: Lou Grant jako Len Huskie
- 1982: American Playhouse jako Mike Trimmell